# ポール・ウォール
ポール・ウォール (Paul Wall、本名: ポール・マイケル・ステイロン、1981年3月11日 - ) とは、アメリカ合衆国のラッパーである。

## 略歴
2005年にアルバム『The Peoples Champ』でデビューを飾り、この作品がいきないりビルボード200にて初登場1位を記録。販売累計も全米で100万枚以上を突破し、プラチナム・ディスクに認定された。続く、2ndアルバム『Get Money, Stay True』も全米8位を記録している。

## ディスコグラフィー

### アルバム
| 2004                                      | Chick Magnet         | - 発売日: 2004年2月24日 - レーベル: Paid in Full - フォーマット: CD, digital download                                      | 37 |                |
| 2005                                      | The Peoples Champ    | - 発売日: 2005年9月13日 - レーベル: Swishahouse, Asylum, Atlantic - フォーマット: CD, digital download - 全米売上: 100万枚 | 1  | - US: プラチナ |
| 2007                                      | Get Money, Stay True | - 発売日: 2007年4月3日 - レーベル: Swishahouse, Asylum, Atlantic - フォーマット: CD, digital download - 全米売上: 9.2万枚  | 8  |                |
| 2009                                      | Fast Life            | - 発売日: 2009年5月12日 - レーベル: Swishahouse, Asylum - フォーマット: CD, digital download                               | 15 |                |
| 2010                                      | Heart of a Champion  | - 発売日: 2010年7月13日 - レーベル: Swishahouse, Asylum - フォーマット: CD, digital download - 全米売上: 2.7万枚           | 58 |                |
| 2013                                      | #Checkseason         | - 発売日: 2013年12月10日 - レーベル: Paul Wall Music - フォーマット: CD, digital download                                  | —  |                |
| 2014                                      | The Po-Up Poet       | - 発売日: 2014年12月2日 - レーベル: Paul Wall Music - フォーマット: CD, digital download                                   | —  |                |
| 2015                                      | Slab God             | - 発売日: 2015年9月25日 - レーベル: Paul Wall Music - フォーマット: CD, digital download                                   | —  |                |
| "—"は未発売またはチャート圏外を意味する。 |                      | |    |                |

### コラボレーションアルバム
- Get Ya Mind Correct (2005)

カミリオネアとの作品。
- Controversy Sells (2005)

カミリオネアとの作品。